# Daniel Bessa
Daniel Bessa Fernandes Coelho GOIH (Porto, 6 de maio de 1948) é um economista e político português.

## Biografia
É licenciado em Economia, pela Faculdade de Economia da Universidade do Porto (1970) e doutorado em Economia, pelo Instituto Superior de Economia da Universidade Técnica de Lisboa (1986).
Entre 1970 e 1999 foi assistente e professor da Faculdade de Economia da Universidade do Porto, entre 1988 e 2000, do Instituto Superior de Estudos Empresariais da Universidade do Porto (ISEE) e, desde 2000, da Escola de Gestão do Porto, onde exerceu funções como presidente da direcção, até 2009. Ulteriormente, foi presidente do Conselho de Representantes da Faculdade de Direito da Universidade do Porto, onde também ensinou.
Daniel Bessa teve uma vasta atividade político partidaria da década de 70 a de 90. Estado novista conformista ate 1974, passou depois, e por alguns anos, pela area do MDP CDE. Nos anos 80 militou brevemente no PRD, liderado por Ramalho Eanes. E foi ministro da Economia do XIII Governo Constitucional, com António Guterres como primeiro ministro, entre 25 de outubro de 1995 e 28 de março de 1996. Desde Junho de 2009, é director-geral da COTEC Portugal. É administrador e consultor de várias empresas, em regime de profissional liberal. A macroeconomia é a sua área de especialização.
A 9 de Junho de 2006 foi feito Grande-Oficial da Ordem do Infante D. Henrique.
Em setembro de 2013, na sequência da vitória do movimento Rui Moreira: Porto, o Nosso Partido nas eleições autárquicas, foi eleito Presidente da Assembleia Municipal do Porto, cargo do qual se demitiu em janeiro de 2014, alegando motivos pessoais.
Em julho de 2014, Bessa comparou o antigo primeiro-ministro José Sócrates aos piratas do ar que despenharam um avião contra o World Trade Center a 11 de Setembro de 2001, afirmando que nesse avião “estávamos todos nós, os 10 milhões de portugueses”. Bessa afirmou que o embate foi deliberado, defendendo que Sócrates “poderia ter mudado a trajectória e evitado o desastre financeiro”.